# Castelo Cardoness

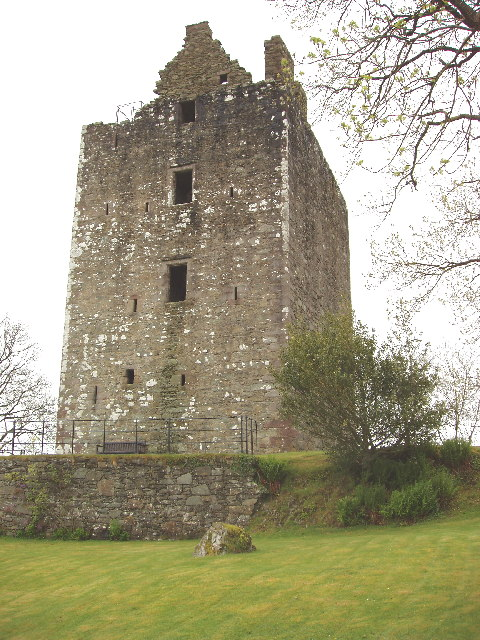
Castelo Cardoness, Escócia.

O Castelo Cardoness localiza-se a sudoeste de Gatehouse of Fleet, no sudoeste da Escócia.
Trata-se de uma torre bem-preservada que remonta ao século XV. Com seis pavimentos, do alto de suas ameias, o visitante descortina uma excelente vista da baía de Fleet.

## História
Pertenceu originalmente à família MacCulloch de Galloway, também conhecida como os MacCullochs de Myreton. Eles abandonaram o castelo em fins do século XVII, após a execução de Sir Godfrey McCulloch pelo assassinato de um vizinho do clã Gordon.
Atualmente está sob os cuidados da Historic Scotland.  